# Centre d'études et de recherches scientifiques
Le Centre d’Études et de Recherches Scientifiques (CERS), est un organisme gouvernemental syrien, notamment connu pour le développement d'armes chimiques, dont le sarin et le chlore, employées par le régime syrien pendant la guerre civile syrienne.
Il a pour objectif officiel de faire progresser et de coordonner les activités scientifiques dans le pays. II est responsable de la recherche et du développement de la technologie et des armes nucléaires, biologiques et chimiques, des missiles permettant de les transporter, y compris balistiques, ainsi que des armes conventionnelles les plus avancées.
Le CERS est dirigé par un directeur général ayant rang de ministre, directement responsable devant le président. Le directeur actuel est Amr Armanazi, placé sous sanctions internationales pour son rôle dans la production d'armes chimiques.
Travaillant officiellement sur la recherche pour le développement économique et social de la Syrie, en particulier l'informatisation des agences gouvernementales, il est considéré comme ayant une meilleure capacité technique et un meilleur équipement que les universités syriennes. Le CERS fournit la plupart des fonctions de recherche et développement pour l'armée syrienne. Depuis les années 1970, le CERS est officiellement responsable du développement de la science et de la technologie civiles en Syrie, et c'est sur cette base que le CERS a pu développer des relations de coopération avec des entreprises chimiques occidentales.

## Histoire
Le CERS est créé en 1971, à la suite d'une directive présidentielle de 1969. Son premier directeur général est Abdullah Watiq Shahid, un physicien nucléaire devenu ministre de l'Enseignement supérieur en 1967. Le CERS est prétendument une agence civile, mais l'objectif de Shahid est de développer des armes. En 1973, le président Hafez al-Assad autorise les relations entre le CERS et l'armée syrienne. Le CERS devient alors la principale agence de développement et d'amélioration des armes pour l'armée. Bien qu'il soit resté en apparence civil, le livre de Ziauddin Sardar de 1982, Science et technologie au Moyen-Orient, indique que le CERS « appartient au ministère syrien de la Défense et mène des recherches militaires ». Tout y est effectué dans le plus grand secret, depuis la localisation de ses différentes branches jusqu'aux correspondances des employés,.
Au début des années 1980, le gouvernement syrien commence à produire du sarin, dont elle ne détenait qu'un stock résiduel fourni par l’Égypte après la guerre avec Israël e octobre 1973. Dans les années 1970, des chercheurs syriens ayant étudié en Allemagne sont sélectionnés et renvoyés en Allemagne pour y suivre une formation sur la synthèse de neurotoxiques. La coopération scientifique se poursuite jusqu'en 1983,. La même année, le chef d'état-major militaire est chargé de nommer les membres du conseil d'administration et du personnel technique du CERS. L'armée doit également autoriser toutes les nominations dans la nouvelle branche du CERS pour les sciences appliquées, l'Institut supérieur des sciences appliquées et de la technologie (HIAST). Le directeur général du CERS est élevé au rang de ministre,. La production d'armes chimiques est devenue l'un des principaux projets du CERS. Les médias font état d'usines de production de sarin, de gaz neurotoxique VX et de gaz moutarde près de Damas, Hama, Homs, Alep et Lattaquié. Certaines usines, si ce n'est toutes, ont été établies ostensiblement en tant qu'installations civiles.
Les agences de renseignement occidentales affirment que la structure syrienne d'approvisionnement en armes biologiques et chimiques utilise le CERS comme couverture,,. Le centre a reçu l'expertise, la technologie et les matériaux nécessaires de sources russes pour produire du gaz VX,.
En juin 1996, la CIA découvre que le CERS a reçu une cargaison de composants de missiles de la China Precision Machinery Import-Export Corporation dans le cadre d'une collaboration plus large entre les deux institutions.
Selon les renseignements français, le CERS est responsable de la production d'agents toxiques prêts à utiliser en temps de guerre. Une entité nommée « Branche 450 » serait responsable du remplissage des munitions avec des produits chimiques, ainsi que du maintien de la sécurité des stocks d'agents chimiques.
En juin 2020, il est signalé que le CERS cherche à se procurer des armes nucléaires, biologiques et chimiques illicites de technologie de destruction massive dans le sud de l'Allemagne. Dans un des cas signalés, il s'est procuré du matériel de laboratoire auprès d'une entreprise du nord de Baden, qui devait être acheminé vers la Syrie via le Liban et la Chine.

## Déclarations et actions contre le CERS
En 2005, le président américain George W. Bush publie le décret 13382, « Blocage de la propriété des proliférateurs d'armes de destruction massive et de leurs partisans », qui interdisait aux citoyens et résidents américains de faire affaire avec le CERS,. En 2007, le Trésor américain interdit le commerce avec trois filiales du CERS : l'Institut supérieur des sciences appliquées et de la technologie (HIAST), l'Institut d'électronique et le Laboratoire national de normalisation et d'étalonnage (NSCL),.
En 2010, Nitzan Nuriel, le directeur du Bureau antiterroriste israélien, déclare que le CERS a transféré des armes au Hamas et au Hezbollah et que la communauté internationale devrait avertir le gouvernement syrien que le CERS serait démoli s'il continue à armer des organisations terroristes.
Le 31 janvier 2013, l'une des installations du CERS, située à Jamraya, est endommagée par une frappe aérienne israélienne qui aurait visé un convoi transportant des armes anti-aériennes avancées du CERS vers la milice chiite libanaise Hezbollah,,.
Selon les rapports des services de renseignement américains, en août 2013, le CERS a préparé des munitions chimiques utilisées pour des attaques chimiques meurtrières qui ont tué des centaines de civils syriens dans la Ghouta orientale, pendant la guerre civile syrienne.
Selon les renseignements français, le CERS est responsable de la production d'agents toxiques à usage de guerre, la Branche 450 étant responsable du remplissage des munitions avec les agents chimiques et de la sécurité des sites où les agents chimiques sont stockés.
Le 24 avril 2017, quelques semaines après l'attaque chimique de Khan Cheikhoun en 2017, le Département du Trésor des États-Unis impose des sanctions à 271 employés du CERS pour leur rôle présumé dans la production d'armes chimiques,.
En septembre 2017, les Forces de défense israéliennes bombardent une installation de recherche militaire du CERS près de Masyaf, ciblant probablement une usine de missiles avancés. Deux soldats syriens sont tués et l'installation est gravement endommagée, de nombreuses armes stockées à l'intérieur sont détruites. Les médias syriens rapportent une autre attaque israélienne en décembre 2017.
Le 14 avril 2018, plusieurs bâtiments présumés être associés au programme syrien d'armes chimiques dans les installations du CERS à Barzeh, à Damas, sont détruits lors de frappes de missiles américains sur des sites d'armes chimiques. Les autres bâtiments du complexe, plus vaste, ne sont pas endommagés.
En août 2018, Aziz Azbar, alors chef du CERS à Masyaf, est assassiné dans un attentat à la voiture piégée, prétendument par Israël.
Le 29 février 2020, des frappes de drones turcs bombardent le site du SSRG à As-Safira. Un responsable turc affirme que le site est utilisé pour développer des armes chimiques.
Le 24 décembre 2020, une frappe aérienne israélienne près de Masyaf détruit quatre installations de production de missiles. L'attaque aurait tué six personnes et détruit des dépôts et des installations de production de missiles appartenant aux milices iraniennes.